# Teinture d'opium
Pour les articles homonymes, voir Teinture (homonymie).
Cet article court présente un sujet plus développé dans : Élixir parégorique et Laudanum.

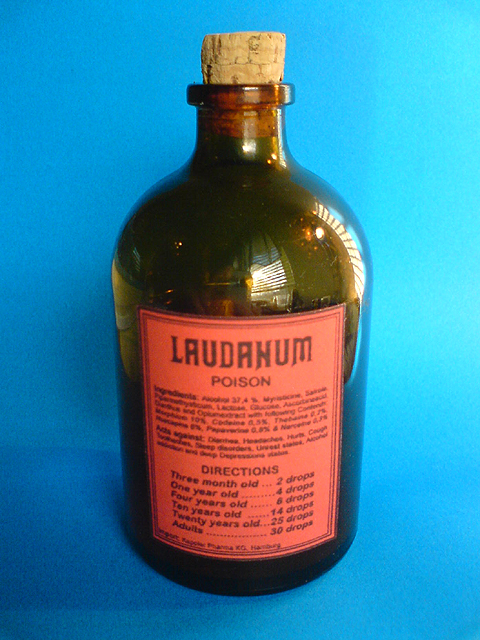
Flacon de 100 ml de laudanum indiquant les posologies en nombre de gouttes selon l'âge.

La teinture d'opium est une teinture officinale, c'est-à-dire une préparation pharmaceutique, à base d'alcool et d'opium. Ses formes les plus connues sont la teinture d'opium benzoïque ou élixir parégorique et la teinture d'opium safranée ou laudanum de Sydenham.
Elle était anciennement dénommée « teinture thébaïque » comme tout ce qui se rapportait à l'opium.